# Giovanni da Ferentino
Giovanni da Ferentino (Ferentino, 1150 circa – 1217) è stato un cardinale italiano.

## Biografia
Sebbene le testimonianze disponibili su di lui siano scarse e in parte controverse, Giovanni risulterebbe natio dalla località laziale di Ferentino dove sarebbe venuto alla luce approssimativamente verso la metà del XII secolo.
C'è incertezza nel riconoscere in Giovanni da Ferentino la personalità indicata come "magister Iohannes Ferentinus" citata come presente a Ceccano in occasione della consacrazione di una chiesa del luogo, così come il "notarius et subdiaconus Iohannes" che avrebbe interloquito con Giacomo Sicco, un giudice, per una questione che riguardava la chiesa novarese, mentre sembrerebbe esclusa la corrispondenza con il "magister Iohannes subdiaconus et notarius" a cui sarebbe stato offerto l'arcidiaconato, da parte di papa Innocenzo III, presso la Chiesa patavina, in quanto è accertato che la carica fu proposta ad altri. 
La prima fonte certa risale al 1203 e lo qualifica come "subdiaconus et notarius", dove a partire da marzo di quell'anno e fino alla fine del seguente, si occupò di predisporre lettere pontificie, in sostituzione di tale Biagio nominato arcivescovo nella sede di Torres. Nel dicembre del 1204 è insignito della diaconia di Santa Maria in Via Lata, quindi con la qualifica di cardinale diacono proseguì nell'incarico di approntare documenti papali.
Due anni dopo Giovanni da Ferentino viene inviato dal pontefice Innocenzo III presso la corte inglese di Giovanni Senzaterra con compiti d'ambasceria; infatti gli viene conferito l'incarico di legato apostolico. Si trovò a dover risolvere una questione sorta in Cornovaglia, dove si dibatteva sulla trasformazione in abbazia di un monastero di St. Petroc presso la località di Bodmin. Questa incombenza si sommò ad altre dispute che intercorsero tra le autorità ecclesiastiche del luogo, come l'opera di riorganizzazione dei monasteri che sottopose ad ispezione. Nel 1206 il suo mandato si concluse, lasciando come strascico una coda polemica relativa all'esosità delle spese effettuate dal prelato.
È noto anche un suo intervento nella vicenda che ebbe come protagonisti il re Filippo II di Francia e la consorte Ingeburge di Danimarca. Il giorno successivo alla celebrazione delle nozze il monarca ritornò sui suoi passi decidendo per l'annullamento del matrimonio, provvedendo a far rinchiudere la moglie nel convento di Saint-Maur-des-Fossés, provocando una reazione da parte della corona inglese.
Nel 1207 è documentata la sua presenza alla cerimonia d'investitura del conte di Sora, nella persona  del fratello del pontefice. Lo troviamo anche con incarichi presso le magistrature della Curia romana in qualità di uditore apostolico.
Nel 1214 è nuovamente in missione per conto dell'autorità ecclesiastica con il titolo di legato apostolico e vicario del papa nelle Marche, mentre un anno dopo è presente ai lavori del Concilio Lateranense IV.
La carriera di Giovanni da Ferentino fa un’ulteriore passo avanti con la decisione del pontefice di nominarlo cardinale prete della Basilica di Santa Prassede in Roma, incarico che fu riaffermato dal successore Onorio III. Quest'ultimo gli conferì un ulteriore importante compito nel 1217, ovvero quelle di rettore della Campania che consistava nella cura degli interessi del vescovo di Roma nel sud Italia.
La nomina di un suo successore, Giovanni Colonna, alla carica cardinale della sede di santa Prassede, testimonia che la scomparsa di Giovanni da Ferentino debba essere avvenuta nella primavera del 1217, mentre era in servizio presso la Curia campana, attività di cui è rimasta traccia documentale.